# Orvin
Orvin (Duits (verouderd): Ilfingen) is een gemeente en plaats in het Zwitserse kanton Bern, en maakt deel uit van het district Jura bernois.
Orvin telt 1.201 inwoners.

## Geboren
- Théophile Rémy Frêne (1727-1804), gereformeerd predikant en schrijver